# ريناتا فاسكونسيلوس
ريناتا فرنانديز فاسكونسيلوس (بالبرتغالية: Renata Vasconcellos‏) (من مواليد 10 يونيو 1972) مراسلة وصحفية برازيلية.

## أخبار التلفزيون
- صباح الخير البرازيل (2003 - 2013) ؛
- رائع (2013 - 2014).
- ناشونال جورنال (منذ 2014).